# Filippo Turconi
Filippo Turconi (* 20. Oktober 2005 in Varese) ist ein italienischer Radrennfahrer, der im Straßenradsport aktiv ist.

## Sportlicher Werdegang
Als Junior machte Turconi vorrangig auf nationaler Ebene auf sich aufmerksam, wo er 2023 mehrfach bei Rennen des nationalen Kalenders als Sieger hervorging und weitere Podiumsplatzierungen erzielte. Mit dem Wechsel in die U23 erhielt er zur Saison 2024 einen Vertrag beim UCI ProTeam VF Group-Bardiani CSF-Faizanè. Beim Gran Premio Industrie del Marmo 2024 stand er als Dritter erstmals auf dem Podium eines internationalen Rennens. Seinen ersten Sieg feierte er ein Jahr später bei der Trofeo Piva 2025.

## Erfolge
2025
- Trofeo Piva